# Do Not Split
『Do Not Split』（ドゥー・ノット・スプリット）は、2020年のアメリカ合衆国・ノルウェー合作のドキュメンタリー映画。Anders Hammer監督。中国語で「不割席」。
2019年-2020年に香港の反政府抗議運動を記録した映画であり、第93回アカデミー賞短編ドキュメンタリー映画賞にノミネートされた。
中共中央宣伝部は控えめな報道を命じ、中国中央電視台はアカデミー賞授賞式の生放送を中止した。